# Diósgyőr-vasgyári evangélikus templom
A diósgyőr-vasgyári evangélikus templom Miskolcon, Diósgyőr-Vasgyárban, a Lónyai Menyhért utca 8. szám alatt áll.
A vasgyári kolóniát (eleinte „gyarmat”-nak hívták) a Magyar Királyi Vas- és Acélgyár Diósgyőr munkásai, hivatalnokai és vezetői számára építették, a gyártelep szomszédságában, egy attól nyugatra eső területen. A lakótelepet akkoriban a Monarchia mintatelepének tekintették. Az itt élők fizikai és szellemi ellátása céljából boltokat, iskolákat, orvosi rendelőket, kórházat és templomokat is építettek. 1887-ben épült fel a fiú- és a leányiskola, 1890-ben a gyógyszertár és a fogyasztási szövetkezet épülete („konzum”), 1896-ban a munkásétterem, két évre rá a kórház. A Vasgyár területén három templom áll: először a római katolikus templomot építették meg (1908), majd a reformátust (1928). Az evangélikus templom 1938-ra készült el.
A kolónia evangélikus hívői a Miskolc belvárosi evangélikus templomba jártak istentiszteletre, majd amikor 1886-ban létrejött Vasgyárban a diósgyőri evangélikus egyházközség leányegyháza, eleinte a vasgyári általános iskolában tartották az istentiszteleteket, kezdetben a diósgyőri lelkész szolgálatával, de 1922-től már önálló hitoktató lelkésze volt a gyülekezetnek. A templomépítés gondolatát az 1910-ben alakult Evangélikus Nőegylet karolta fel, amely ennek érdekében hangversenyeket, színielőadásokat, teaesteket szervezett, és hosszú évek múltán jelentős összeget sikerült összegyűjteniük. A templomtervek elkészítésére kiírt pályázat során öt építészt kértek fel, s ezek közül Sándy Gyula neoromán tervét fogadták el. Az alapkő letételére 1935. november 10-én került sor, s az építkezést Andrássy István építészmérnök, a gyülekezet gondnokának fia felügyelte. Az építkezéshez Hibbey-Hosztják Albert főtanácsos, a vasgyári Építési Osztály vezetője közbenjárására a gyár is komoly anyagi segítséget nyújtott (tégla, vas, vörösréz bádogos munka, villamos fűtés stb.). A munkálatok három évig tartottak, s a templomot 1938. november 10-én  szentelték fel. Az építkezés elhúzódását egyrészt az összegyűlt összegnek a világháborús hadikölcsön miatt elértéktelenedése okozta, másrészt pedig az, hogy a pénzt kezelő „Moktár” bank  igazgatója elsikkasztotta a gyülekezet 18 000 aranypengőjét.
A templom – igazodva a kolónia építészeti megoldásához – szintén vöröstéglás külsővel készült görög kereszt alaprajzzal és jellegzetes, várszerű megjelenéssel. A tervezőt a diósgyőri vár sarokbástyái ihlették, de utal egyúttal a templom bejárata fölött olvasható „Erős vár a mi Istenünk” feliratra is. Hossza 21,6 méter, szélessége 15,6 méter, altemploma is van. A torony magassága az első lépcsőtől a gömbcsúcsig 24,2 méter. A padok a hívők munkájával készültek, vörösfenyőből, a festést Rodei Jenő végezte. Az oltárt Sándy Gyula tervezte, Szollárcsik László készítette, az 1929-ben készült oltárkép Filadelfi János munkája és ajándéka. A templom orgonája (1864-ben készült) eredetileg a Vasgyári Zenekar tulajdona volt, de a gyülekezet 1000 pengőért megvásárolta, és a Rieger céggel újíttatta fel. Két harangját, a 10 mázsás Békességet és a 6 mázsás Szeretetet 1938-ban szentelték fel, de a nagyobbikat 1944-ben – sok más miskolci haranggal együtt – hadi célokra rekvirálták, feldarabolva szállították el, és azóta sem pótolták. A második világháború során, a Vasgyárat célzó bombatámadások során a templom is károkat szenvedett, amiket 1946-ra hoztak rendbe. Belső festését 1981-ben megújították, a falra egyházi jelképeket festettek. Altemplomát 2009-ben újították fel.